# Séisme de 2011 à Lorca
Le séisme de 2011 à Lorca est un séisme de magnitude 5,1 ayant causé des morts, des blessés et des dommages matériels significatifs dans la région de Murcie, en Espagne. D'une profondeur d'un kilomètre, le séisme frappe la ville de Lorca le 11 mai 2011 à 18 h 47 min 26 s (16 h 47 min 26 s UTC). Il précède un autre séisme à 17 h 5 (15 h 5 UTC), infligeant des dommages substantiels aux structures de la zone, dont la tour Espolón du château de Lorca. Trois personnes sont tuées lors de la chute d'une corniche. Un total de neuf morts et d'une douzaine de blessés est déploré. Ce séisme est le plus meurtrier d'Espagne depuis celui d'Albolote, près de Grenade en Andalousie, le 19 avril 1956, qui avait causé 11 morts et plus de 260 blessés,.

## Contexte
Ce séisme est survenu dans une zone connue pour son risque sismique, car située à la limite des plaques tectoniques eurasiatique et africaine qui se déplacent l'une par rapport à l'autre à la vitesse de six millimètres par an[réf. souhaitée].
Auparavant, le tremblement de terre du cap Saint-Vincent de 1969 s'était produit le 28 février 1969 à 200 kilomètres au sud-ouest du cap Saint-Vincent au Portugal, dans l'océan Atlantique. De magnitude 7,3, ses effets s'étaient fait sentir au sud du Portugal et de l'Espagne, notamment dans les villes de Huelva et Isla Cristina.

## Causes partiellement humaines du séisme
Un séisme n'est pas anormal, ni inattendu dans cette région, mais sa localisation, l'intensité des dégâts par rapport à une puissance relativement faible (magnitude 5,1) et le moment de survenue pourraient avoir une origine partiellement humaine.
Ce séisme a en effet été par la suite attribué à l'irrigation agricole. La modernisation et le passage à une grande échelle du système d'irrigation local ont encouragé un pompage excessif de la nappe phréatique. Son niveau est descendu de 250 m entre le début des années 1960 et 2011. Selon les géologues, cette baisse aurait causé un « séisme induit » en (ré)activant le système faillé local, connu des géologues. Ce séisme n'était pas caractérisé par une forte magnitude, mais il a tué et provoqué d'importants dégâts en raison d'un épicentre peu profond (+/- 3 km de profondeur contre habituellement une dizaine de km).

## Caractéristiques
L'épicentre du séisme est situé dans le sud-ouest de l'Espagne, en Murcie, dans les collines situées juste au nord-est de la ville de Lorca. Quand la secousse principale, d'une magnitude de 5,1, se produit, l'hypocentre est situé à seulement un kilomètre de profondeur.
La RTVE, ayant filmé les dégâts de la première secousse, a pu filmer en direct la seconde secousse qui a entraîné l'effondrement du clocher d'une église.

## Déroulement
| Date       | Heure (UTC)      | Coordonnées                 | Profondeur (km) | Intensité à l'épicentre (Échelle de Mercalli) | Magnitude (MW) | Localisation | État     |
| ---------- | ---------------- | --------------------------- | --------------- | --------------------------------------------- | -------------- | ------------ | -------- |
| 11/05/2011 | 15 h 5 min 13 s  | 37° 42′ 15″ N, 1° 40′ 52″ O | 2               | VI                                            | 4,5            | Lorca (NE)   | -        |
| 11/05/2011 | 15 h 21 min 1 s  | 37° 40′ 16″ N, 1° 39′ 02″ O | 10              | -                                             | 2,6            | Lorca (E)    | -        |
| 11/05/2011 | 16 h 47 min 25 s | 37° 41′ 41″ N, 1° 40′ 32″ O | 3               | VII                                           | 5,1            | Lorca (NE)   | Séisme   |
| 11/05/2011 | 16 h 53 min 15 s | 37° 39′ 50″ N, 1° 38′ 01″ O | 11              | -                                             | 2,8            | Lorca (E)    | Réplique |
| 11/05/2011 | 19 h 28 min 18 s | 37° 43′ 21″ N, 1° 39′ 51″ O | 2               | -                                             | 2,9            | Lorca (NE)   | Réplique |
| 11/05/2011 | 20 h 37 min 45 s | 37° 41′ 38″ N, 1° 39′ 10″ O | 4               | IV                                            | 3,9            | Lorca (NE)   | Réplique |
| 11/05/2011 | 20 h 44 h 6 s    | 37° 41′ 46″ N, 1° 36′ 35″ O | 11              | -                                             | 2,7            | Lorca (E)    | Réplique |
| 13/05/2011 | 21 h 8 min 37 s  | 37° 41′ 07″ N, 1° 39′ 48″ O | 6               | III                                           | 2,6            | Lorca (E)    | Réplique |
| 14/05/2011 | 0 h 49 min 32 s  | 37° 41′ 37″ N, 1° 39′ 57″ O | 4               | III                                           | 2,8            | Lorca (NE)   | Réplique |
| 14/05/2011 | 21 h 10 min 25 s | 37° 39′ 56″ N, 1° 40′ 13″ O | 5               | III                                           | 2,9            | Lorca (SE)   | Réplique |
| 14/05/2011 | 21 h 54 min 35 s | 37° 40′ 27″ N, 1° 39′ 51″ O | 4               | III                                           | 2,7            | Lorca (E)    | Réplique |
| 15/05/2011 | 0 h 3 h 3 s      | 37° 39′ 53″ N, 1° 39′ 59″ O | 7               | III                                           | 2,8            | Lorca (SE)   | Réplique |

## Conséquences

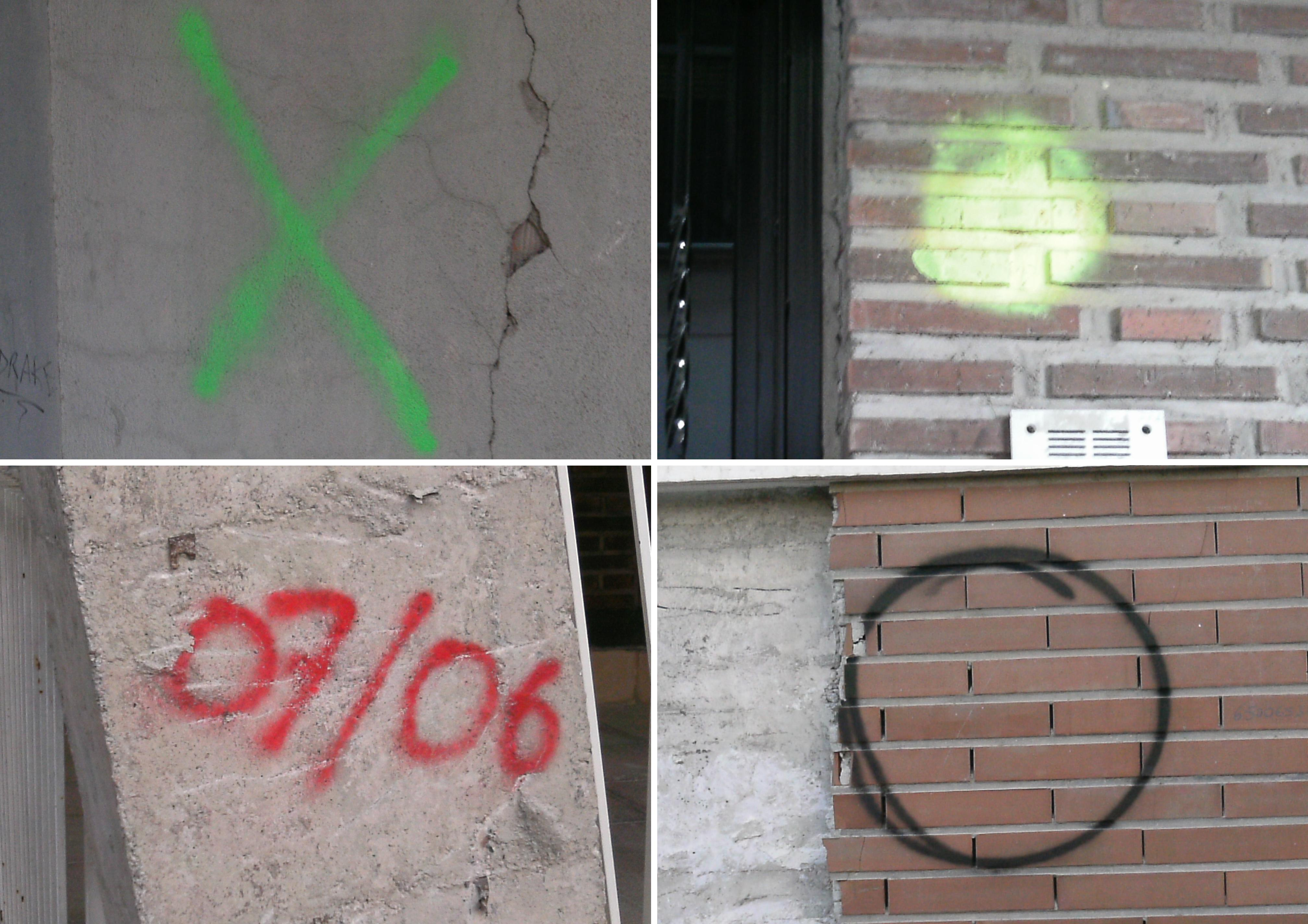
Fissures sur les bâtiments après le séisme.

Quelques minutes après le séisme, le gouvernement espagnol, à la requête du gouvernement régional de Murcie, déploie une unité de secours, une branche des forces armées espagnoles responsable des dégâts naturels. 340 membres des trois bataillons (basés à Bétera, Torrejón de Ardoz et Morón de la Frontera) se dispersent dans Lorca sous le commandement du lieutenant-colonel du bataillon Béteran ; ils sont plus tard rejoints par l'armée.
Le bilan des victimes s'élève à 9 morts et 293 blessés. Le gouvernement espagnol annonce l'envoi d'un détachement de 225 militaires et d'une unité de 400 secouristes.

Conséquences des séismes à Lorca en 2011
Épicentre du séisme Zones des bâtiments sinistrés Morts.